# Меллиля
Ме́ллиля (фин. Mellilä) — община (бывший муниципалитет) в области Варсинайс-Суоми, в Финляндии; с 1 января 2009 года в составе города Лоймаа.
Ближайшие населённые пункты — Лоймаа, Коски, Пёутюя, Марттила и Юпяя.
Построенная в 1825 году деревянная лютеранская церковь в Меллиля в настоящее время охраняется государством.

## Население
| 2003 | 2004  | 2006  | 2008  |
| ---- | ----- | ----- | ----- |
| 1223 | ↗1254 | ↘1206 | ↘1178 |

### Известные уроженцы и жители
- Яккола, Николай Матвеевич (1905—1967) — карельский писатель.